# Biot-Atmung

Verschiedene Atmungsformen, an zweiter Stelle die Biot-Atmung.

Als Biot-Atmung (seltener: meningitisches Atmen oder ataktische Atmung) wird eine Form der periodischen oder intermittierenden Atmung bezeichnet, bei der ausreichend kräftige und gleichmäßig tiefe Atemzüge immer wieder durch plötzliche Pausen unterbrochen werden. Diese Atemform weist auf eine schwerwiegende Beeinträchtigung des Atemzentrums hin. Benannt ist diese Atemstörung nach dem französischen Arzt Camille Biot (1850–1918).

## Ursachen
Typisch ist die Biot-Atmung für eine Schädigung des Atemzentrums in der Medulla oblongata, einem Teil des Hirnstamms. Die beteiligten Nervenzellen sind Bestandteil der in diesem Hirnteil vorkommenden Formatio reticularis. Die Biot-Atmung kommt im Rahmen von gesteigertem Hirndruck, Meningoenzephalitis und direkten Schädigungen in diesem Bereich wie beispielsweise durch eine Hirnkontusion vor.
Gelegentlich kann sie auch bei gesunden Früh- und Neugeborenen auftreten.